# Minifundio

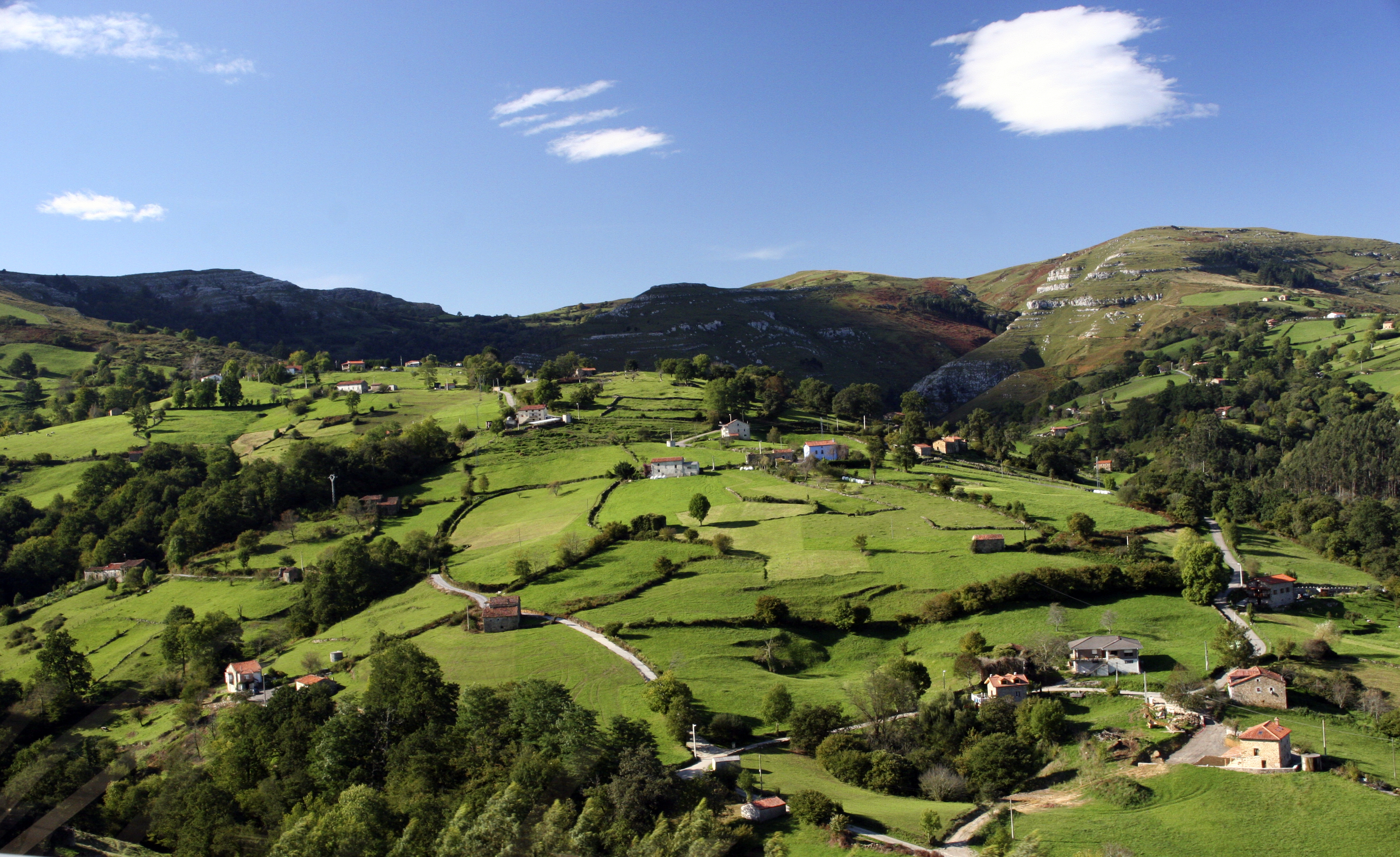
En España el minifundio está muy extendido en la Cornisa Cantábrica y Galicia. En la imagen, prados de siega en Cantabria para la alimentación del ganado vacuno estabulado.

Minifundio es una finca agrícola de extensión muy  reducida que dificulta su explotación. Más que con el concepto de parcela (terreno agrario dentro de una linde) o con el de propiedad agraria (totalidad de parcelas pertenecientes al mismo propietario), se relaciona con el de explotación agraria (parcelas explotadas por el mismo responsable de gestión, sea o no su propietario). La extensión mínima de una explotación para permitir una gestión adecuada es diferente según la calidad de la tierra, el cultivo, el trabajo, el capital y las técnicas utilizadas, y el espacio geográfico en el que se encuentre. En España suele utilizarse la cifra de 10 hectáreas, que puede ser una cifra indicativa para que una explotación cerealista de secano en la Meseta Central sea considerada pequeña; pero no lo sería para una huerta valenciana, que con ese tamaño es perfectamente rentable (una explotación de más de 100 ha. sería considerada un latifundio, siendo las demás una explotación media). En otras zonas del mundo o para otras fuentes, la cifra puede ser diferente: en América o Australia, sobre todo en zonas poco pobladas con una mayor tendencia a la agricultura y la ganadería extensiva, puede utilizarse la cifra de 30 ha.; en el sureste de Asia, con una tradición de agricultura intensiva (como la ricicultura fuertemente irrigada en zonas superpobladas), puede utilizarse la cifra de 2 ha.

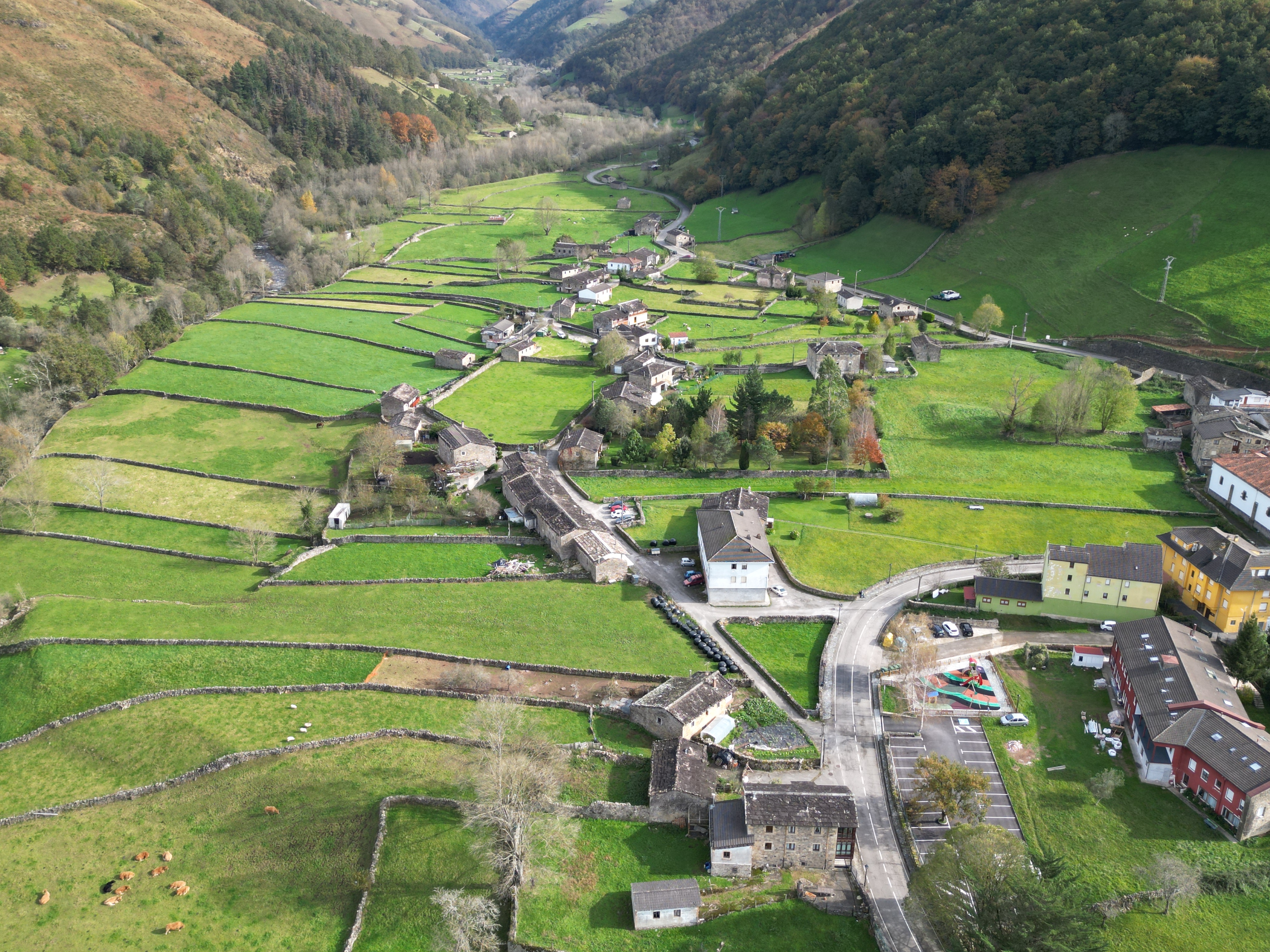
Parcela elongadas en Vega de Pas (Cantabria). En muchas zonas rurales de España, ha sido común el uso de parcelas alargadas llamadas longueras. Estas suelen originarse por la división de una propiedad grande o por el reparto de tierras comunales.

Un minifundio tiene, por definición, unas dimensiones tan reducidas que impiden al agricultor obtener una producción suficiente para ser comercializada u obtener ingresos monetarios suficientes, obligando al autoabastecimiento y la agricultura de subsistencia. Aunque suele coincidir con ella, el minifundio no es estrictamente sinónimo del concepto de pequeña propiedad, dado que una explotación agraria podría componerse de varias pequeñas propiedades hasta alcanzar un tamaño suficiente. Más frecuente aún es que una gran propiedad se arriende en pequeños lotes a muchos campesinos individuales, cuyas explotaciones, sin tamaño suficiente para una gestión eficaz, son verdaderos minifundios.
El minifundio puede formarse en los regímenes de herencia en los que el testador divide su propiedad a partes iguales entre sus herederos, resultando así pedazos de terreno progresivamente más pequeños. La sucesiva partición del terrazgo heredado a lo largo del tiempo puede llevar a casos extremos en los que domina un paisaje de longueras de muy escasa rentabilidad. El minifundio se presenta por lo general en contraste con los latifundios en economías tradicionales, tecnológicamente atrasadas y con escasa inversión de capital. Los campesinos minifundistas viven muy cerca del nivel de supervivencia, y cuando se ven obligados a repartir la escasa tierra entre sus descendientes, se agudiza el problema del escaso tamaño de las parcelas. Cuando ni siquiera esto es posible (por ejemplo, cuando las costumbres sucesorias protegen la unidad de la herencia en el hijo mayor) y se da una fuerte presión demográfica, se dan las condiciones históricas para el éxodo rural; que, por razones opuestas, también se da con otras estructuras de explotación, como el latifundismo.